# Wiórek
Wiórek – wieś w Polsce położona w województwie wielkopolskim, w powiecie poznańskim, w gminie Mosina.
W latach 1975–1998 miejscowość administracyjnie należała do województwa poznańskiego.
W 1988 roku nagrano przy ulicy Szkolnej oraz na brzegu rzeki Warty sceny do pierwszego odcinka serialu "Pogranicze w Ogniu" w reżyserii Andrzeja Konica.
Przy przystanku autobusowym w Wiórku rozpoczyna się  szlak pieszy Wiórek - Rogalin.